# Степашкина, Надежда Александровна
Надежда Александровна Степашкина (род. 4 сентября 1998, Щучинск, Акмолинская область) — казахстанская лыжница, бронзовый призёр Универсиады 2023 года, участница зимних Олимпийских игр 2022 в Пекине.

## Спортивные результаты
| Год  | Соревнование                                                   | Место    | Индивидуальная гонка 10 км | Скиатлон 15 км | Масс-старт 30 км | Спринт | Эстафета 4×5 км | Командный спринт | Смешанная эстафета |
| ---- | -------------------------------------------------------------- | -------- | -------------------------- | -------------- | ---------------- | ------ | --------------- | ---------------- | ------------------ |
| 2021 | Чемпионат мира по лыжным видам спорта среди юниоров 2021 (U23) | Вуокатти | 41                         | —              | —                | 48     | —               | —                | 15                 |
| 2022 | Зимние Олимпийские игры 2022                                   | Пекин    | 57                         | 58             | 49               | 51     | 15              | 19               | —                  |